# عدد فوق حقيقي
في الرياضيات، الأعداد فوق الحقيقية (بالإنجليزية: surreal numbers)‏ هي حقل يحتوي جميع الأعداد الحقيقية بالإضافة للانهاية infinite والأعداد اللامتناهية في الصغر infinitesimal number وبالتالي فالأعداد فوق الحقيقية مشابهة للأعداد الحقيقية الفائقة hyperreal numbers والأعداد الحقيقية الممتازة.